# Saint-Dizant-du-Gua
Saint-Dizant-du-Gua är en kommun i departementet Charente-Maritime i regionen Nouvelle-Aquitaine i västra Frankrike. Kommunen ligger  i kantonen Saint-Genis-de-Saintonge som ligger i arrondissementet Jonzac. År 2022 hade Saint-Dizant-du-Gua 501 invånare.

## Befolkningsutveckling
Antalet invånare i kommunen Saint-Dizant-du-Gua
Referens:INSEE